# سنکروترون ابر پروتون

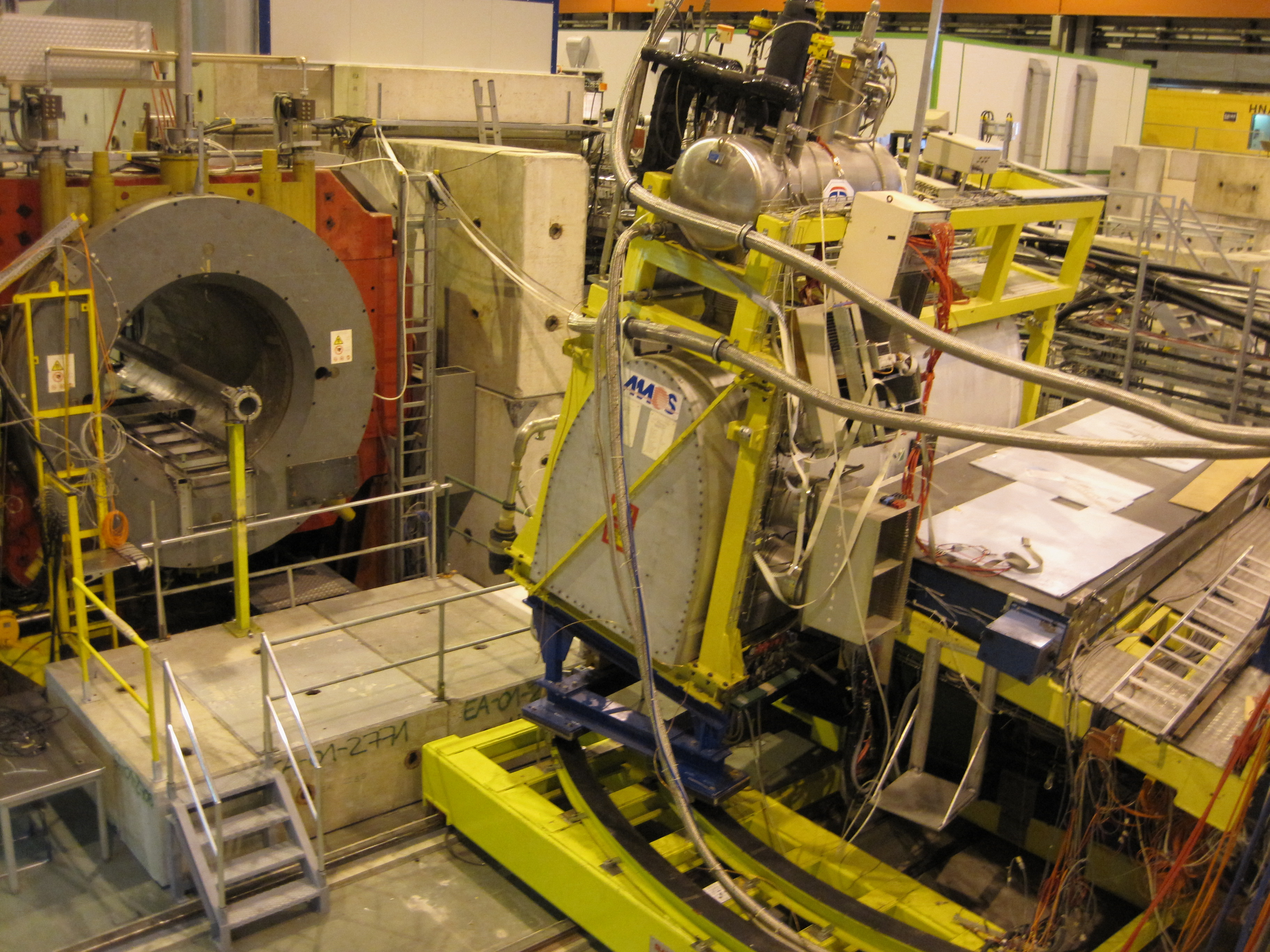
خط‌باریکه آزمایشی ارائه شده از اس‌پی‌اس. در عکس، از پوزیترون‌های ۲۰ گیگاالکترون‌ولت برای کالیبره کردن طیف‌سنج مغناطیسی آلفا استفاده شده است.

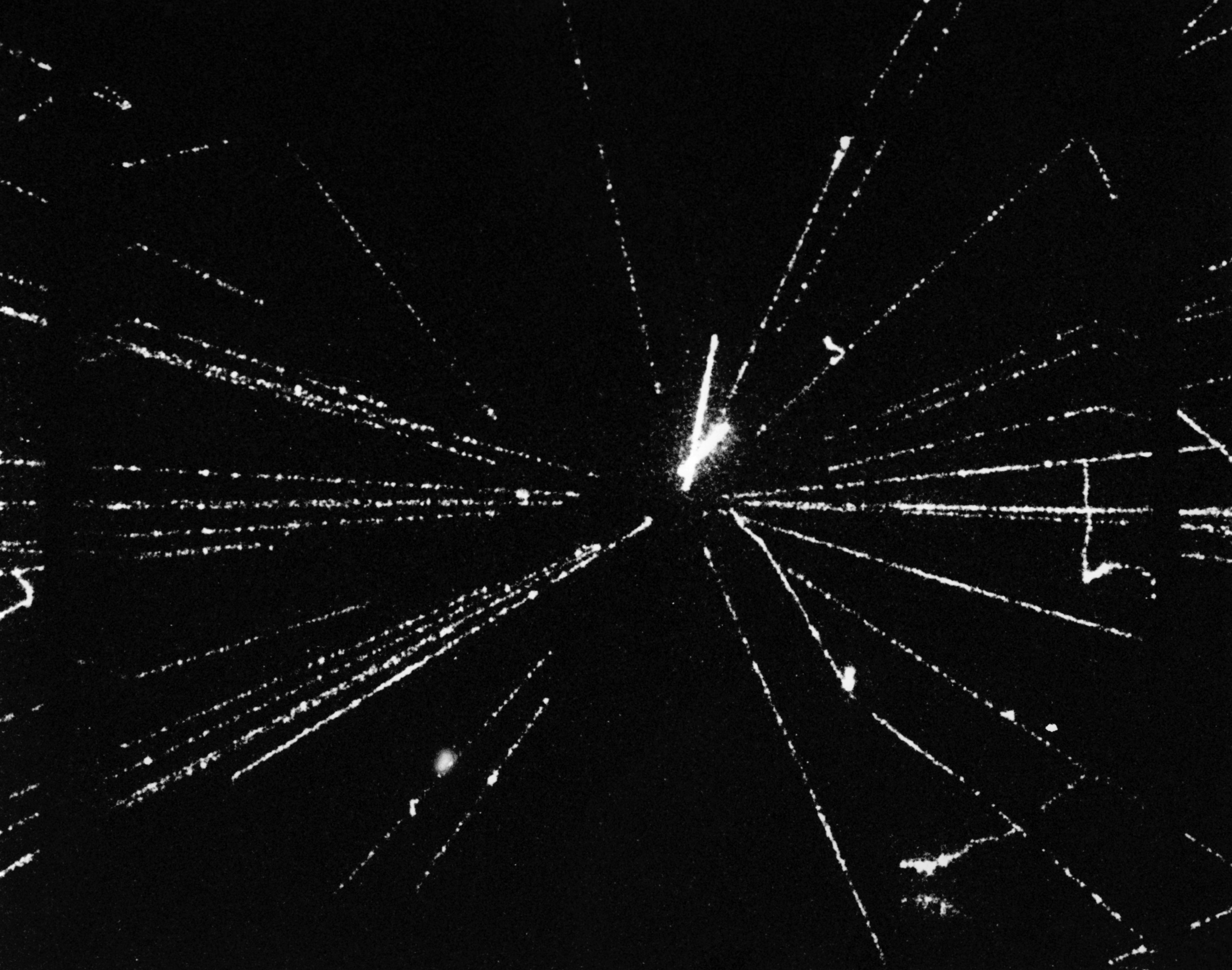
یک برخورد پروتون-پادپروتون از آزمایش یوای۵ در اس‌پی‌اس در سال ۱۹۸۲

سنکروترون ابر پروتون (به انگلیسی: Super Proton Synchrotron) (اختصاری اس‌پی‌اس) (SPS)، یک دستگاه شتاب‌دهنده ذرات از نوع سنکروترون در سرن است. این شتاب‌دهنده در دایره‌ای با محیط ۶٫۹ کیلومتر (۴٫۳ مایل) در مرز فرانسه و سوئیس در نزدیکی ژنو، سوئیس، در یک تونل حلقوی قرار دارد.

## برنامه‌های در دست اجرا
شتاب‌دهندهٔ پروتون اس‌پی‌اس در حال حاضر به عنوان انژکتور نهایی برای پرتوهایی با شدت-بالا برای برخورددهنده هادرونی بزرگ استفاده می‌شود که عملیات مقدماتی آن را در ۱۰ سپتامبر ۲۰۰۸ آغاز کرد، که پروتون‌ها را از ۲۶ گیگااِلکترون‌ولت تا ۴۵۰ گیگااِلکترون‌ولت شتاب می‌دهد. سپس LHC آن‌ها را به چند ترااِلکترون‌ولت (TeV) تسریع می‌کند.
کار به عنوان انژکتور همچنان امکان ادامهٔ برنامهٔ تحقیقی با هدف-ثابت درحال‌انجام را فراهم می‌کند، جایی که از اس‌پی‌اس برای ارائهٔ پرتوهای پروتون‌های ۴۰۰ گیگاالکترون‌ولت برای تعدادی از آزمایش‌های با هدف‌ثابت فعال، به ویژه COMPASS و NA61/SHINE و NA62 استفاده می‌شود.
شتاب‌دهندهٔ پروتون اس‌پی‌اس به‌عنوان مکانی برای آزمایش مفاهیم جدید در فیزیک شتاب‌دهنده خدمت کرده و همچنان استفاده می‌شود. در سال ۱۹۹۹ آن را به عنوان یک رصدخانه برای پدیده اثر ابر الکترونیک استفاده شد. در سال ۲۰۰۳، اس‌پی‌اس نخستین ماشینی بود که در آن شرایط راه‌اندازی رزونانس همیلتون به‌طور مستقیم اندازه‌گیری شد. و در سال ۲۰۰۴، آزمایش‌ها برای خنثی‌سازی اثرات مضر برخورد با پرتو (مانند آنچه در LHC انجام شد) صورت گرفت.